# Ninh Ích
Ninh Ích là một xã thuộc thị xã Ninh Hòa, tỉnh Khánh Hòa, Việt Nam.
Xã Ninh ích có diện tích 60,72 km², dân số năm 1999 là 8.280 người, mật độ dân số đạt 136 người/km².